# Aleksandar Flaker
Aleksandar Flaker (Białystok, Poljska, 24. srpnja 1924. – Zagreb, 25. listopada 2010.), hrvatski književni teoretičar i esejist poljskoga podrijetla, prevoditelj, autor značajnih stručnih i znanstvenih radova iz područja ruske i hrvatske književnosti, komparativne književnosti i teorije književnosti. 

## Životopis
U Zagreb, gdje se školovao, došao je 1931. godine. Maturirao je u Senju. Sudjelovao je u narodnooslobodilačkoj borbi. Diplomirao je slavistiku na Zagrebačkom sveučilištu 1949. godine. Doktorom znanosti postaje 1954. obranom disertacije "Pravaštvo i ruska književnost". Proveo je godinu dana na specijalizaciji na Moskovskom državnom sveučilištu 1956./1957. Bio je redovni profesor ruske književnosti na Odsjeku za jezike i književnosti Filozofskog fakulteta u Zagrebu. Predavao je kao gostujući profesor na mnogim europskim sveučilištima (Amsterdam, Freiburg, München, Beč, Graz i dr.), a 1973. i na Sveučilištu Yale u New Havenu, (SAD).
Objavljuje stručne i znanstvene radove s područja ruske i hrvatske književnosti, poredbene književnosti i teorije književnosti u časopisima i zbornicima u zemlji i inozemstvu. Bio je član uredništva utjecajnog časopisa "Umjetnost riječi" od njegovog osnivanja 1957. godine, te uredničkog savjeta časopisa Russian Literature (Amsterdam) i časopisa za poredbenu književnost Neohelicon (Budimpešta).
Bio je član Hrvatske akademije znanosti i umjetnosti, dopisni član Slovenske akademije znanosti i umjetnosti, dopisni član Poljske akademije umjetnosti (Krakow), počasni član Mađarske akademije znanosti i umjetnosti,  Društva hrvatskih književnika i PEN kluba.
Najvažnija problemsko-tematska polja kojima se Flaker bavio su: ruska i hrvatska književnost, komparatistika, avangardna književnost i kultura, intermedijalne i interkulturalne studije.
Dobitnik značajnih nagrada i priznanja za svoj književno-znanstveni rad (Nagrada za životno djelo Vladimir Nazor 1984., Kiklop za životno djelo 2009. i dr.)

## Književnoteorijski rad
Aleksandar Flaker započinje znanstvenu karijeru kao proučavatelj ruske, tj. sovjetske književnosti. U tom ranom razdoblju nastaju njegovi prvi radovi: zbornici Heretici i sanjari (1955.), Ruski pripovjedači XIX. stoljeća (1961.), te Suvremeni ruski pisci u četiri knjige (1962.). Proučavanje ruske književnosti nastavlja u kasnijim radovima: priručniku Ruski klasici XIX. stoljeća (1965.), Ruska književna kritika (1966.), Sovjetska književnost 1917-1932 (1967.), prikazu novije ruske književnosti u 7. knjizi Povijesti svjetske književnosti (1975.), te knjizi Ruska avangarda (1984.).
Flaker je najviše bio zaokupljen proučavanjem realizma (Turgenjev, Gogolj, Dostojevski, Tolstoj, Čehov) i poslijerevolucionarnim razdobljem nakon njega; proučavao je djela pisaca kao što su  Blok, Majakovski, Zoščenko, Fadejev, Pasternak,  Šolohov, i dr.
U stvaranju vlastite književne metodologije najveći je utjecaj na njega imala tzv. formalna metoda koju karakterizira: stavljanje u prvi plan autonomnosti književnog teksta, oslobađanje od podređenosti drugim znanostima (sociologiji, povijesti, politici), poništavanje dualističke koncepcije sadržaj-forma, razmatranje procesa stvaralačkog umjetničkog postupka, poimanje povijesti književnosti kao povijesti smjenjivanja književnih stilova. Flaker u metodi ruskih formalista pronalazi mnogo pozitivnih osobina na području poetike, no pronalazi i mnogo nedostataka na području književne povijesti.
Uvodi termin stilska formacija (Stilovi i razdoblja, 1964.) da bi znanstveno utvrdio i razradio terminološke nejasnoće ili slabosti u znanosti o književnosti. Termin je preuzeo od ruskih književnih kritičara dvadesetih godina, a zamjena je za starije pojmove pravac ili struja. Tim pojmom obilježava "velike nadindividualne književnopovijesne cjelovitosti, konstruirajući ih na temelju stilske interpretacije srodnih književnih djela, a ne na temelju programatskih samoodređenja pojedinih pokreta, ili škola". On prvenstveno proučava strukturu književnog djela, a proučavanjem stilskih postupaka dolazi do zaključka, na primjeru romantizma i realizma, da su ti pravci relativno cjelovite stilske formacije, za razliku od književnih tijekova u dvadesetom stoljeću. Za potonje je karakteristična tzv. stilska dezintegracija, te za tu nekompaktnu stilsku formaciju predlaže termin period.
Također uvodi kategoriju historičnosti koja postoji unutar književnih procesa: Važniji su povijesni procesi unutar pojedinih književnih vrsta, nego statičke interpretacije pojedinih tekstova. (Poetika osporavanja, 1982.), čime ostavlja otvorene mogućnosti za analizu i svih ostalih povijesnih (socioloških, društvenih) komponenti, važnih za shvaćanje funkcioniranja književnog djela.
U proučavanju hrvatske književnosti najviše ga zanimaju realizam i modernizam, tj. avangardizam, te se njenim pitanjima bavi u radu Književne poredbe (1968.). Budući da ga prvenstveno zanimaju interpretacija književnog djela i otkrivanje njegovih unutarnjih estetskih obilježja (stil, struktura) u povijesnom procesu njegova razvitka, Flaker uvodi literarne termine, umjesto povijesnih ili društvenopolitičkih, te pojam društvene funkcije djela, što mu omogućuje da terminološki označi i razdoblja koja se ne mogu označiti kao stilske formacije. Npr. Književnost u funkciji konstituiranja moderne hrvatske nacije (1836-1865) i Period socijalno angažirane književnosti za označavanje književnosti tridesetih godina dvadesetog stoljeća.
Flaker se također bavi proučavanjem novijih kretanja u svjetskoj književnosti. Jedno od njih je tzv. proza u trapericama koja se pojavila neposredno nakon II. svjetskog rata, a kod nas pedesetih godina. Na temelju svoje metode, tu "mladu prozu" (termin koji je kasnije odbacio) naziva "prozom u kojoj se pojavljuje mladi pripovjedač (bez obzira na to nastupa li u prvom ili trećem licu) koji izgrađuje svoj osebujni stil na temelju govorenog jezika gradske mladeži i osporava tradicionalne i ustajale društvene i kulturne strukture". Također prozu istražuje i kao književnopovijesni proces, te istražuje povezanost i razvoj te proze u djelima Salingera, Aksjonova, Plenzdorfa, kao i u djelima hrvatskih pisaca Antuna Šoljana i Ivana Slamniga.
Detaljno je razradio teorijski sustav avangarde u kojem utvrđuje da je ona: osporavanje postojećih struktura, antiestetička, gubi ljudski lik kao središte strukture, razbija logičku sintaksu, ona je - antiformativna. Dopušta joj širenje izvan estetskog (iako i dalje naglašava da je njezina prvenstvena društvena funkcija estetsko prevrednovanje, a potom moralno i etičko, i na kraju socijalno) te joj priznaje druge funkcije kao što je npr. stavljanje u službu revolucije (Majakovski, Krleža, Breton i francuski nadrealisti, Brecht, Neruda). U hrvatskoj književnosti proučava prvenstveno odnos hrvatske avangarde prema književnoj ljevici i socijalno angažiranoj književnosti tridesetih godina (Krleža).

## Knjige i studije
- Suvremeni ruski pisci, Zagreb 1962.[6]
- Stilovi i razdoblja, studija (sa Zdenkom Škrebom), Zagreb 1964.
- Ruski klasici XIX. stoljeća, udžbenik, Zagreb 1965.[7]
- Književne poredbe, studija, Zagreb 1968.
- Modelle der Jeans Prosa - Zur literarischen Opposition bei Plenzdorf im osteuropäischen Romankontext, Kronberg 1975.
- Novija ruska književnost, u: Povijest svjetske književnosti – knjiga VII, Zagreb 1975. i u: Aleksandar Flaker i Malik Mulić, Ruska književnost, Zagreb 1986.
- Proza u trapericama, Zagreb 1976., 1983.[8][9]
- Stilske formacije, studija, Zagreb 1976., 1986.
- Poetika osporavanja; studija, Zagreb 1982.
- Ruska avangarda, studija, Zagreb 1984.
- Izabrana djela, Pet stoljeća hrvatske književnosti, Zagreb 1987.
- Nomadi ljepote, studija, Zagreb 1988.
- Riječ, slika, grad, Zagreb 1995.
- Književne vedute, Zagreb 1999.[10]
- Riječ, slika, grad rat. Hrvatske intermedijalne studije, Durieux, Zagreb 2009.
- Живописная литература и литературная живопись (rus. Slikarska književnost i književno slikarstvo), Moskva 2008.
- Ruska avangarda 2, Profil - Zagreb, Službeni glasnik - Beograd 2009.